# 林坊镇
林坊乡，是中华人民共和国福建省龙岩市连城县下辖的一个乡镇级行政单位。

## 行政区划
林坊乡下辖以下地区：
岗尾村、大梨村、林联村、林塘村、林坵村、塘坵村、陂桥村、庐屋村、上磜村、五磜村、横坑村、张坊村、李丰村、魏坊村和有福村。